# Nóvaia Alekséievka
Nóvaia Alekséievka (en rus: Новая Алексеевка) és un poble de l'óblast de Saràtov, a Rússia, segons el cens del 2010 tenia 310 habitants. Pertany al districte municipal de Voskressénskoie.